# Giovanni Mirabassi
Pour les articles homonymes, voir Mirabassi.
Giovanni Mirabassi est un pianiste de jazz né le 4 mai 1970 à Pérouse en Italie.
Il fait partie des musiciens de jazz italiens installés à Paris, parmi lesquels on trouve Paolo Fresu, Flavio Boltro, Rosario Giuliani ou encore Stefano Di Battista.

## Biographie

### Jeunesse et formation
Giovanni Mirabassi nait le 4 mai 1970. Il est le frère du clarinettiste de jazz et de musique contemporaine Gabriele Mirabassi.
Bien que son père soit musicien amateur (piano, guitare, accordéon, chant), il a longtemps dissuadé son fils, qui s'essaie au piano familial dès ses deux ans, de devenir musicien. Ce n'est qu'à seize ans que Giovanni prend ses premiers cours de piano, auprès d'un professeur qui lui fait découvrir le jazz ; pour autant Mirabassi se considère comme un autodidacte,. Il rencontre Aldo Ciccolini, qui lui donne des conseils.

### Carrière
En Italie, il joue très tôt avec des vedettes internationales, comme Chet Baker en 1987, et Steve Grossman en 1988. Il décide de s'installer à Paris en 1992 pour fuir l'Italie de Berlusconi, où il fait de petits boulots et accompagne des chanteurs.
En 1996, il remporte le prix du meilleur soliste au Tremplin Jazz d'Avignon. La même année, avec le contrebassiste Pierre-Stéphane Michel il forme le duo Dyade et enregistre son premier disque, En bonne et due forme.
Il forme un trio avec Daniele Mencarelli et Louis Moutin, dont le premier album Architectures, sort en 1998 chez Sketch.
Son album Avanti!, sorti en 2001, est enregistré en solo sur des thèmes de chants révolutionnaires et patriotiques (Le Chant des partisans, Ah ! ça ira, Asimbonanga, etc.), album qui rencontre un fort succès public.
En 2002, il reçoit à la fois une Victoire du jazz et un Djangodor catégorie nouveau talent. En 2003 il joue en trio avec Glenn Ferris (trombone) et Flavio Boltro (trompette et bugle), leur disque (((air))) est meilleur disque de l'année pour l'Académie du jazz.
Amoureux du chant et de la voix, Mirabassi tourne avec le chanteur Nicolas Reggiani sur le répertoire de Léo Ferré (Léo en toute liberté, 2004). Paru en 2006 et enregistré en solo, l'album Cantopiano présente des thèmes de chansons de Claude Nougaro, Agnès Bihl, Serge Lama, Serge Gainsbourg, Jeanne Cherhal… Il joue également sur l'album du trompettiste Patrick Artero consacré aux chansons de Jacques Brel (Brel, 2006). Il accompagne également des chanteuses, comme Mélanie Dahan ou Agnès Bihl.
En 2008, il forme un trio régulier avec le contrebassiste italien Gianluca Renzi et le batteur américain Leon Parker, qui enregistre trois albums : Terra Furiosa (2008), Out of Track (2009) et Live at Blue Note, Tokyo (2010). Il joue le rôle du pianiste dans le court-métrage de Mathilde Bayle, Charlie se marie ! (2008), dont il a également composé la musique.
En 2009, il entame une collaboration avec le saxophoniste Stéphane Spira (Spirabassi, 2009).
En 2011, Mirabassi enregistre à Cuba une suite à Avanti! intitulée ¡Adelante!, sur lequel on peut entendre L'Internationale, enregistrée le 1er mai, Gracias a la vida, le Libertango d'Astor Piazzolla ou encore Le Chant des canuts d'Aristide Bruant.
En 2015 parait No Way Out (C.A.M. Jazz), en quartet avec Stefon Harris (vibraphone), Gianluca Renzi (contrebasse), Lukmil Perez Herrera (batterie, percussions).
Il enregistre un disque en trio en hommage à Bill Evans (Tribute to Bill, 2013).
En 2017, avec Sarah Lancman, il crée son label, Jazz Eleven. Le même année paraît Live in Germany (C.A.M. Jazz), un disque enregistré en piano solo dans l'auditorium des Studios Bauer de Ludwigsburg, où il joue notamment des chansons d'Ella Fitzgerald, Mercedes Sosa et Édith Piaf
En 2020, il retrouve Stéphane Spira pour le disque Improkofiev (Jazzmax). On y entend des compositions originales, la Gymnopédie no 1 d'Erik Satie et un longue suite inspirée par le premier concerto pour violon de Sergueï Prokofiev.
En 2021 parait Pensieri Isolati (Jazz Eleven), enregistré en mars 2020 pendant le premier confinement de la pandémie de Covid-19. À l'origine du projet il y a la création d'un compte Instagram, sur lequel Mirabassi propose aux gens d'envoyer des « pensées isolées ». Il a ainsi reçu beaucoup de photos, de textes, de vidéos, de musique, souvent poétiques, et quasiment sans faire mention du virus. Mirabassi écrit et enregistre un morceau par semaine. Avec ce répertoire, il monte également un spectacle avec le vidéaste Malo Lacroix,.

## Distinctions
- 1996 : Prix du meilleur soliste au Tremplin jazz d'Avignon[1]
- 2002 : Victoire du jazz[1]
- 2002 : Djangodor catégorie nouveau talent[1]
- 2003 : meilleur disque de l’année décerné par l'Académie du jazz pour (((air))) avec Glenn Ferris et Flavio Boltro[9]

## Style
Giovanni Mirabassi se dit principalement influencé par Bill Evans et par Enrico Pieranunzi. Son jeu est lyrique et met en avant les mélodies jouées à la main droite.
Il a un profond amour pour le chant. Il enregistre des mélodies de chansons révolutionnaires (Avanti!, ¡Adelante!) ou populaires, en s'appropriant le répertoire de Claude Nougaro, Agnès Bihl, Serge Lama, Jacques Brel, Serge Gainsbourg ou encore Jeanne Cherhal. Comme pianiste et comme compositeur, il travaille également aux côtés de chanteuses comme Mélanie Dahan, Agnès Bihl ou Sarah Lancman, ainsi qu'auprès de Bénabar.
C'est également un musicien engagé, comme le montre ses albums de chansons révolutionnaires.

## Discographie

### En tant que leader ou coleader
- 1998 : Architectures Trio avec Daniele Mencarelli (cb) et Louis Moutin (batt) (Sketch)
- 2000 : Avanti! (Sketch) Album solo sur les thèmes de chants révolutionnaires et patriotiques, de chants de résistances, de lutte et de refus du monde. Plus de vingt mille copies vendues.
- 2001 : Dal Vivo ! (Sketch)
- 2005 : Prima o poi (Minum/Discograph)
- 2006 : Cantopiano, en solo sur des thèmes de chansons de Claude Nougaro, Agnès Bihl, Serge Lama, Serge Gainsbourg, Jeanne Cherhal… (Minum/Discograph)
- 2008 : Terra Furiosa, trio avec Gianluca Renzi (cb) et Leon Parker (batt) (Atelier Sawano/Discograph)
- 2009 : Out of Track, trio avec Gianluca Renzi (cb) et Leon Parker (batt) (Discograph)
- 2010 : Live at Blue Note, Tokyo Trio avec Gianluca Renzi (contrebasse) et Leon Parker (batt)
- 2011 : ¡Adelante! (Discograph)
- 2013 : Tribute to Bill, hommage à Bill Evans (série limitée) Trio avec Gianluca Renzi (cb) et Eliot Zigmund (batt) (Star Prod)
- 2013 : Viva V.E.R.D.I Trio avec Gianluca Renzi (cb) et Lukmil Perez (batt) + Bee String Orchestra sous la direction de Lorenzo Pagliei. Enregistré live à Séoul (C.A.M. Jazz)
- 2015 : No Way Out (C.A.M. Jazz)
- 2017 : Live in Germany (C.A.M. Jazz)
- 2021 : Pensieri Isolati (Jazz Eleven)
- 2022 : The Swan and the Storm, Giovanni Mirabassi New Quartet, feat. Guillaume Perret (Star Prod)

### En tant que coleader
- 1996 : En bonne et due forme, Dyade (avec Pierre Stéphane Michel et Flavio Boltro) (PAN Music)
- 2002 : Giovanni Mirabassi & Andrzej Jagodzinski trio (Atelier Sawano)
- 2003 : (((air))) Trio avec Glenn Ferris et Flavio Boltro (Sketch) Prix du meilleur disque de l'année décerné par l'Académie du jazz
- 2004 : Léo en toute liberté, avec Nicolas Reggiani sur des chansons de Léo Ferré (La Mémoire Et La Mer)
- 2005 : C Minor, avec Andrzej Jagodzinski trio (Atelier Sawano)
- 2006 : Lucky Boys, avec Tim Whitehead (Homemade)
- 2009 : Spirabassi, avec Stéphane Spira (Bee Jazz)
- 2015 : Naufragés, avec Cyril Mokaiesh (Un Plan simple)
- 2016 : Chansons Pour Demain (Hommage à Bernard Dimey), avec Claire Taïb (EPM Musique)
- 2019 : Intermezzo, avec Sarah Lancman (Jazz Eleven)
- 2020 : Improkofiev, avec Stéphane Spira (Jazzmax)
- 2022 : Silver Lining, avec Christos Rafalides (Emarel Music)

### En tant qu'invité
- 1997 : Gabriele Mirabassi, Cambaluc (Egea)
- 2001 : Agnès Bihl, La Terre est blonde (Kathrein Hesse)
- 2005 : Agnès Bihl, Merci Maman Merci Papa (Naïve)
- 2006 : Adrienne Pauly, Adrienne Pauly (Warner)
- 2006 : Patrick Artero, Brel (Nocturne)
- 2008 : Mélanie Dahan, Le Princesse et les croque-notes (Crystal Records/Sunnyside)
- 2011 : Mélanie Dahan, Latine (Plus loin music)
- 2011 : Marc Berthoumieux, In other words (Sous la ville)
- 2013 : Christophe Laborde, Wings of Waves
- 2015 : Christophe Laborde, Heart of Things (VLF Productions)
- 2016 : Sarah Lancman, Inspiring Love (Starprod)
- 2018 : Marc Berthoumieux, Le Bal des Mondes (Sous la ville)
- 2019 : Helena Noguerra, Nue (Sous la ville)
- 2020 : TOKU, (Toku In Paris) (Jazz Eleven)
- 2022 : Eva Slongo, Souffle (Contino jazz)
- 2022 : Marc Berthoumieux, Les Choses de la vie - Live (Sous la ville)

## Musique de film
Giovanni Mirabassi a écrit plusieurs musiques de film :
- 1999 : Schwestern de Mirjam Kubescha (court-métrage)
- 2011 : Le Grand Numéro de Gérome Barry (court-métrage)
- 2011 : Séraphin de Gérome Barry (court-métrage)
- 2015 : Caprice d'Emmanuel Mouret
- 2015 : Suicide Express de Gérome Barry (court-métrage)
- 2015 : Aucun regret d'Emmanuel Mouret (court-métrage)
- 2018 : Mademoiselle de Joncquières d'Emmanuel Mouret
- 2022 : Swing Rendez-vous de Gérome Barry

## Vidéographie
- 2003 : DVD Live at Sunside! Trio avec Gildas Boclé et Louis Moutin, enregistré le 27 octobre 2003 au Sunset-Sunside
- 2005 : DVD Live in Japan
- 2016 : Off the Records: On tour in Asia with Giovanni Mirabassi, de Romain Daudet-Jahan (documentaire)